# Dodo and the Dodos
För andra betydelser, se Dodo (olika betydelser).

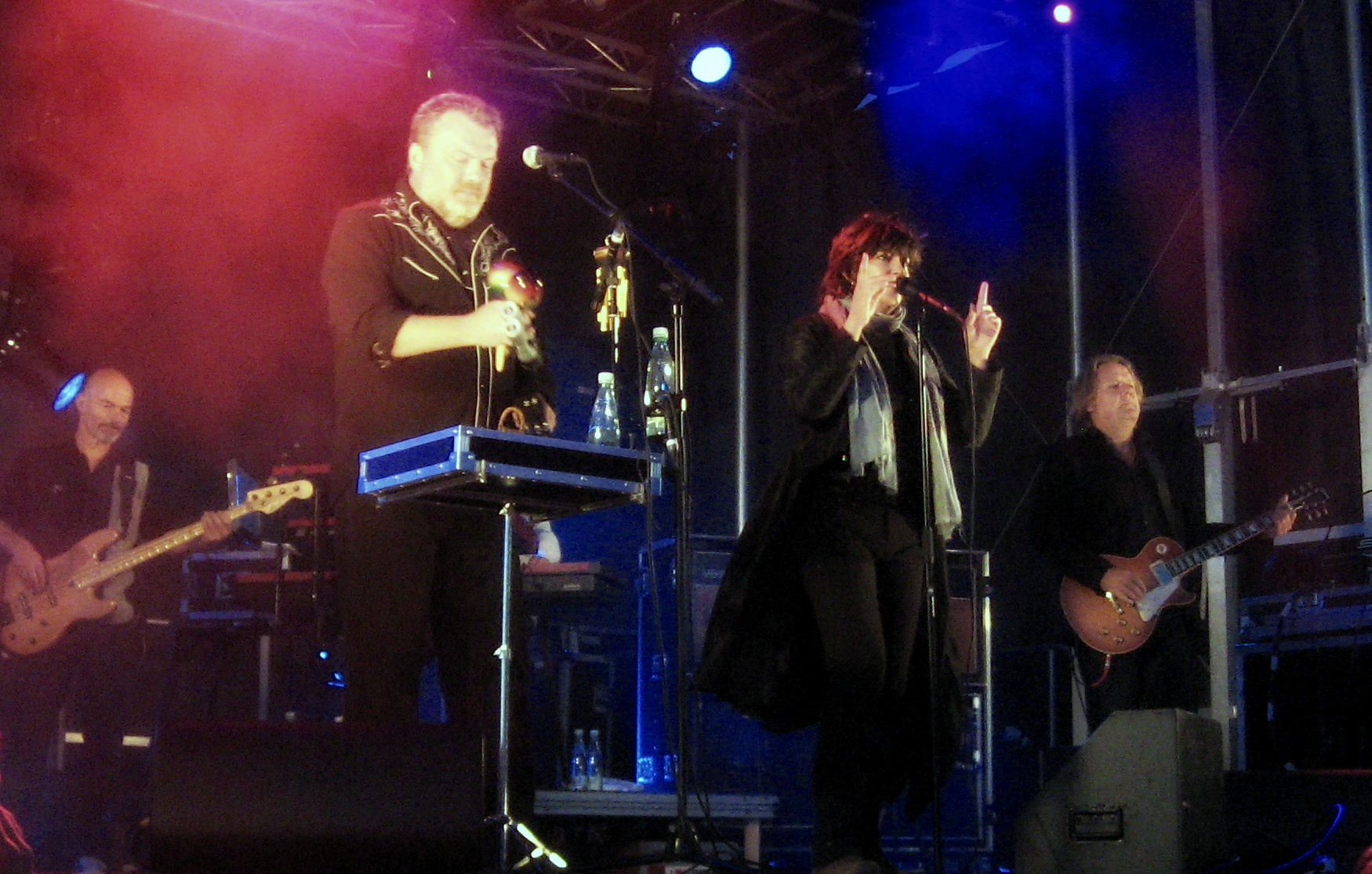
Dodo and The Dodos, 2012

Dodo and The Dodos är ett danskt popband, bildat 1986.
Det hela startade med att gruppens sångerska Dodo Gad spelade in fotbollslåten och den danska landsplågan Re-Sepp-Ten till fotbolls-VM 1986 tillsammans med danska fotbollslandslaget. Re-Sepp-Ten är antagligen känd för en stor del av det svenska folket genom sin första rad, "Vi er røde, vi er hvide". Dodo and the Dodos hade sedan flera hits i dansk radio under 1980-talet bland annat en av deras största hits någonsin, Vågner i natten. Sången Lev livet nu användes av danska TV2 sporten under sändningarna ifrån sommar OS 1992.
Dodo and the Dodos har gett ut ett flertal album varav det senaste kom ut 2015. Bandet är fortfarande ett populärt liveband i Danmark och uppträder ofta på festivaler och utomhuskonserter. Bandet har sålt över 1500000 album och är därmed en av de mest säljande danska popgrupper någonsin. Bandet har även medverkat i det svenska tv-programmet solstollarna i svt på 80-talet.

## Medlemmar
- Dodo Gad: sång
- Jens Rud: sång, gitarr
- Steen Christiansen: gitarr, keyboards
- Lars Thorup: trummor, slaginstrument
- Anders Valbro: gitarr

## Diskografi
- Dodo And The Dodo's (1987) (Giv mig hvad du har ; Dengang, da der var engang ; Så' det nok sådan man gør ; Luk nu dine øjne ; Vågner i natten ; Gi' dit hjerte bort ; Penge ; Go'nat)
- Dodo And The Dodo's 2 (1988) (*) (Sømand af verden ; Du forsvandt ; Afgrund af frihed ; Næsen hjemad ; Blinde hjerter ; Hvis du ku' se mig ; Hvis det bli'r ; Fiskesangen ; En mærkelig drøm)

(*) Skivtiteln har i original inte numreringen "2" som anges här ovan. Först 1990 börjar gruppen använda numrering i skivtiteln. 
- Dodo and The Dodos (1989) (Give me what I want ; My heart's still beating ; I know you're mine ; Money ; Two hearts ; Do you feel the way ; Tell me why ; Rain on my window ; Guess that's the way ; Goodnight)
- Dodo And The Dodo's 3 (1990) (Vi gør det vi kan li' ; Du har rørt mig ; Mig og Colombus ; Hele natten lang ; Jeg vil se det før jeg tror ; Pigen med det røde hår ; Bambi på glatis ; Du skal tro på dig selv ; Verdens længste nat)
- Dodo And The Dodo's 4 (1992) (Giv mig skibene tilbage ; Lev livet nu ; Stille regn ; Den store kærlighed ; Drømmer ; Let antændelig ; Ingen er som dig ; Det' løgn ; Stammer fra et kys ; Du lod det ske ; Endelig)
- Dodos 5 (1998) (Et Strejf Af Sol; Fuldmånefeber; Giv Mig Livet Som Det Er; Hjælpeløse Hjerte; Hund Og Kat; Jeg Kender En Engel; Kun Et Bye-Bye; Lyset I Mit Hjerte; Park Paranoia; Planlægger I Morgen; Tøbrud)
- Hits (2006)
- "Dodo & the Dodos 6" (2008) (Sommernat i sneveir ; Alene ; Rødt lys - kør! ; For første gang ; Sukker i drop ; Afbrute samleje ; Der er kun dej ; Nødlandinger ; Betty Blå ; Meget mer end ord)
- Upgrade (2015)